# Karl Marguerre
Karl Marguerre (* 28. Mai 1906 in Baden im Kanton Aargau, Schweiz; † 16. November 1979 in Darmstadt) war ein deutscher Ingenieurwissenschaftler, Hochschullehrer für Mechanik und Musiker.

## Leben
Karl Marguerre war ein Sohn des Generaldirektors Friedrich Marguerre. Nach dem Abitur am Realgymnasium in Mannheim studierte er zwischen 1924 und 1929 zunächst Chemie und anschließend Mathematik in Karlsruhe und Göttingen. Bei einem Auslandsaufenthalt in Brüssel promovierte er 1932 mit einer Arbeit zum Thema Spannungsverteilung und Wellenausbreitung in der kontinuierlich gestützten Platte. Seine Betreuer waren die Mathematiker Horst von Sanden (1883–1965), TH Hannover, und Theodor Pöschl (1882–1955), dessen Assistent er in den folgenden Jahren war, an der TH Karlsruhe. Mit der Arbeit Temperaturverlauf und Temperaturspannungen in platten- und schalenförmigen Körpern habilitierte er sich im Jahre 1935 an der TH Karlsruhe. Referenten der Habilitationsschrift waren die Professoren von Sanden und Krämer. Im Anschluss begann Marguerre eine Tätigkeit am Institut für Festigkeitslehre der Deutschen Versuchsanstalt für Luftfahrt (DVL) in Berlin-Adlershof. 1944 wurde er zum a. o. Professor im Reichsdienst ernannt. Vor Kriegsende wurde das Institut nach Saulgau in Süddeutschland verlagert. Nach dem Einmarsch der französischen Truppen entstand dort ein „Centre techniques de Wasserburg“ (CTW). Von dort gelangte Marguerre mit zahlreichen anderen deutschen Wissenschaftlern zum staatlichen Unternehmen der Luftfahrtforschung ONERA in Paris, einem der DVL vergleichbaren Institut. 1947 wurde er zum Professor an die TH Darmstadt berufen und übernahm dort als Nachfolger von Wilhelm Schlink zunächst kommissarisch Lehrstuhl und Institut für Technische Mechanik.
Eine vollständige Berufung war zu diesem Zeitpunkt noch nicht möglich, da die Entnazifizierung noch ausstand. Marguerre, der in der Zeit des Nationalsozialismus Mitglied der SA im Range eines Rottenführers war, wurde zunächst als Mitläufer eingestuft. Sein Widerspruch dagegen hatte Erfolg. Im Juli 1948 wurde er als Entlasteter eingestuft. Daraufhin konnte er mit Wirkung vom 1. Januar 1949 auf die Professur berufen werden. Marguerre hatte ab September 1943 der untergetauchten Jüdin Charlotte Hopp in seinem Haus Unterschlupf gewährt. Den Nachbarn gegenüber gab er sie als seine neue Haushaltshilfe namens Horn aus und rettete ihr damit das Leben.
In seinen wissenschaftlichen Arbeiten hat sich Marguerre schwerpunktmäßig mit Stabilitätsproblemen, Energiemethoden und Spannungsfunktionen beschäftigt. Insbesondere die Theorie elastischer Platten, die in der Technischen Mechanik thematisiert wird, stellte ein Hauptthema für ihn dar.
Marguerre war dreimal Dekan der Fakultät für Mathematik und Physik. Im Studienjahr 1966/67 wurde er zudem Rektor der TH Darmstadt. Dies war eine Zeit, in der u. a. der Bebauungsplan O 10 für die Erweiterung der Hochschule auf den Campus Lichtwiese gerade genehmigt war und die Bauplanungen für diesen neuen Standort auf Hochtouren anliefen. Ebenso rang die Hochschule intensiv um eine neue Struktur. In seiner Antrittsrede am 25. November 1966 mit dem Thema „Mathematik und Mechanik. Mathematik und Musik“ hat er die wechselseitigen Zusammenhänge dieser Bereiche sehr eindrucksvoll dargestellt.
Marguerre, ein Kenner insbesondere von Mozarts Werken, war ein leidenschaftlicher Musiker. Bereits kurz nach seinem Dienstantritt in Darmstadt gründete er das Hochschulorchester, 1951 wurde zudem der Hochschulchor ins Leben gerufen. Mit beiden Einrichtungen hat er zahlreiche Konzerte in Darmstadt, der Region und im Ausland durchgeführt. Auch nach seiner Emeritierung 1974 blieb er diesen Einrichtungen treu. In Anerkennung für seine Verdienste um das musikalische Leben der TH Darmstadt verlieh ihm die TH 1977 die Erasmus-Kittler-Medaille.
Neben dem intensiven Musizieren hat Marguerre auch musikalische Werke herausgegeben, darunter die erste Urtextversion der Violinsonaten von Mozart bei U.E. Wien (1979), und musikwissenschaftliche Abhandlungen geschrieben. 1962/63 veröffentlichte das Mozart-Jahrbuch seinen Aufsatz über Süßmayrs Passagen in Mozarts Requiem. Marguerre hinterließ eine eigene Ergänzung des Werkes, die nach Revision durch seine Enkelin, der Orchestermusikerin Dorothee Heath ediert und am 26. November 2016 in Münster mit dem Sinfonieorchester und dem Konzertchor der Stadt Münster sowie am 26. November 2017 mit der Münchener Hofkantorei in St. Ottilien wieder aufgeführt wurde.
Marguerre verstarb im Alter von 73 Jahren am 16. November 1979 in Darmstadt.

## Familie
Karl Marguerre war seit 1932 mit Renate Spannhake (1912–1998) verheiratet. Aus der Ehe gingen vier Töchter und ein Sohn hervor, darunter die Violinistin Ursula Anette, verh. Panke (1936–2022). und der Dipl.-Ing. Wolfgang Marguerre (* 1943). 
Sein Neffe ist der Unternehmer und Mäzen Wolfgang Marguerre. Seine Enkelin Eleonore Marguerre ist Opernsängerin.

## Ehrungen
- 1962: Aufnahme in die Deutsche Akademie der Naturforscher Leopoldina in Halle
- 1977: Erasmus-Kittler-Medaille der TH Darmstadt
- 1979: Bundesverdienstkreuz

## Werke
- Technische Mechanik. 3 Bände. Springer, Berlin 1967ff.
- (zusammen mit Hans-Theo Woernle): Elastische Platten. Bibliographisches Institut, Mannheim 1975, ISBN 3-411-01454-7.
- Konzerte des Darmstädter Hochschulorchesters 1948–1979. Darmstadt 1984.
- Spannungsverteilung und Wellenausbreitung in der kontinuierlich gestützten Platte. Ing. arch 4, 332–353 (1933). https://doi.org/10.1007/BF02081558
- Temperaturverlauf und Temperaturspannungen in platten- und schalenförmigen Körpern. Ing. arch 8, 216–228 (1937). https://doi.org/10.1007/BF02085999
- Mozarts Kammermusik und Klavier. Wilhelmshaven 1999.
- Mozarts Violinsonaten (3 Bände). Wien 1979.